# Ventromma
Ventromma es un género de hidrozoos de la familia Kirchenpaueriidae con tan solo 4 especies descritas. La especie más abundante del género es Ventromma halecioides.

## Descripción
Hidrozoos coloniales que se caracterizan por formar ejes rectos que surgen de hidrorrizas rastreras insertas en el sustrato marino. Éstas pueden albergar una o varias ramificaciones en cada sección del eje vertical de la colonia. Las ramificaciones pueden, o no, ramificarse a su vez. Los hidrozoos especializados en la alimentación solamente se localizan en las hidrotecas o porciones del perisarco especializadas en la protección de los mismos. En este caso, siempre tienen forma de copa. Los hidrozoos especializados en la defensa se encuentran protegidos por pequeñas nematotecas de dos cámaras. Pueden aparecer cerca de las hidrotecas (arriba y abajo), en los tallos de la colonia y en las ramificaciones. Es característica la morfología del perisarco que recubre los hidrozoos especializados en la reproducción o gonotecas. Ésta suele ser única y posee anillas transversales.

## Estatus
Actualmente se considera un género no aceptado dentro de la taxonomía de la familia Kirchenpaueriidae. Sin embargo el género Ventromma todavía es válido para algunos autores y por ello se sigue aún describiendo en muchos manuales como género aparte. Pese a ello, la postura mayoritaria de los taxónomos es considerar que la variabilidad dentro del género Ventromma cae dentro de la amplia variabilidad de rasgos observada en el género Kirchenpaueria y que por tanto no existe una brecha morfológica entre ambos géneros suficiente como para considerar Ventromma un género aparte.

## Especies
Listado de las 4 especias descritas del género Ventromma hasta la actualidad.
- Ventromma bellarensis Watson, 2011
- Ventromma halecioides Alder, 1859
- Ventromma irregularis Millard, 1958
- Ventromma plumularioides Clark, 1877